# 西藏通脱木
西藏常春木（学名：Merrilliopanax tibetanus），也叫西藏通脱木，是五加科常春木属的植物。分布于卡马河以及中国大陆的西藏等地，生长于海拔2,800米的地区，一般生长在阔叶林中，目前尚未由人工引种栽培。